# Crambini
De Crambini zijn een geslachtengroep van vlinders uit de familie grasmotten (Crambidae).

## Geslachten
- Agriphila
- Agriphiloides
- Almita
- Alphacrambus
- Amselia
- Angustalius
- Arequipa
- Aureocramboides
- Australargyria
- Bassiknysna
- Caffrocrambus
- Catoptria
- Cervicrambus
- Chrysocrambus
- Chrysoteuchia
- Classeya
- Conocramboides
- Crambixon
- Crambus
- Culladia
- Culladiella
- Dimorphocrambus
- Epichilo
- Euchromius
- Fernandocrambus
- Fissicrambus
- Flavocrambus
- Haplopediasia
- Haploplatytes
- Japonicrambus
- La
- Loxocrambus
- Mesocrambus
- Mesopediasia
- Metacrambus
- Microcramboides
- Microcrambon
- Microcrambus
- Miraxis
- Miyakea
- Neocrambus
- Neoculladia
- Neodactria
- Neopediasia
- Novocrambus
- Orocrambus
- Parapediasia
- Paraplatytes
- Pediasia
- Platytes
- Precaffrocrambus
- Productalius
- Pseudopediasia
- Raphiptera
- Sebrus
- Seriocrambus
- Supercrambus
- Tehama
- Thaumatopsis
- Thisanotia
- Tortriculladia
- Xanthocrambus